# NGC 3815
NGC 3815 (другие обозначения — UGC 6654, MCG 4-28-25, ZWG 127.30, PGC 36288) — спиральная галактика в созвездии Льва. Открыта Уильямом Гершелем в 1785 году.
Галактика NGC 3815 имеет профиль поверхностной яркости, полностью описываемый диском с экспоненциальным распределением яркости. Она входит в состав группы галактик NGC 3798. Помимо NGC 3815 в группу также входят NGC 3798, NGC 3812 и NGC 3814.